# El fantástico mundo de la María Montiel
El fantástico mundo de la María Montiel es una película de Argentina filmada en Eastmancolor dirigida por Jorge Zuhair Jury según su propio guion escrito en colaboración con Leonardo Favio que se estrenó el 9 de marzo de 1978 y que tuvo como actores principales a Rodolfo Bebán, Raúl Lavié, Juanita Lara y Leonor Benedetto.
Fue la última película de Pierina Dealessi y el director de fotografía fue el futuro director de cine Juan Carlos Desanzo.
El filme obtuvo el primer premio en el Festival Internacional de Cine de Karlovy Vary, Checoslovaquia.

## Sinopsis
Una niña y su universo de fantasía en un horno de ladrillos.

## Reparto
- Rodolfo Bebán
- Raúl Lavié
- Juanita Lara
- Leonor Benedetto
- Guillermo Rico
- Norberto Aroldi
- Jesús Pampín
- Pierina Dealessi
- Nené Malbrán
- Elcira Olivera Garcés
- Blanca Lagrotta

## Comentarios
Daniel López en La Opinión escribió:

«Aún proponiéndoselo firmemente, resulta imposible separar este primer film de Zuhair Jury como director de la obra … de su hermano Leonardo Favio. Impregnada de fantasías fellinianas, prados floridos, universos circenses, apariciones irreales, pregones callejeros, supersticiones….»

Rómulo Berruti en Clarín dijo:

«Opera prima de rica autenticidad,…Zuhair Jury…pone en evidencia méritos narrativos poco comunes y elabora una película de calidez humana.»

Manrupe y Portela escriben:

«En su debut, Zuhair Jury unió elementos de lo popular y lo maravilloso para lograr una obra de rara sensibilidad, con magia y fantasía, poco vista desde el momento de su estreno.»